# Streitkräfte Fidschis

Seekriegsflagge der Republik Fidschi

Die Streitkräfte Fidschis (Republic of Fiji Military Forces) umfassen die Komponenten Heer und Marine. Seit der Aufstellung der Streitkräfte nach der Unabhängigkeit putschten die Streitkräfte vier Mal, zuletzt 2006. Brigadegeneral Ro Jone Kalouniwai ist seit September 2021 Kommandeur der Republic of Fiji Military Forces.

## Geschichte
Vor Beginn des Pazifikkriegs wurde die Fiji Defence Force als Territorialverteidigung aufgestellt. Ursprünglich ein Bataillon, wurde zu Beginn der kriegerischen Handlungen ein zweites Bataillon aufgestellt. Die Führung der Verbände übernahmen die Streitkräfte Neuseelands. Aufgabe der Einheiten war die Sicherung wichtiger Einrichtungen wie Öldepots. Bei Kriegseintritt der Vereinigten Staaten in den Krieg wurden die Einheiten der US Army unterstellt und bei Kriegsende wieder aufgelöst.
Mit der Unabhängigkeit von Fidschi 1978 wurde ein Bataillon wieder aufgestellt und in UN-Missionen eingesetzt. Das 1st Battalion wurde unter UN-Kommando bisher im Libanon, im Irak, in Syrien, und Osttimor eingesetzt. 1982 wurden zwei weitere Bataillone aufgestellt, das zweite Bataillon wurde im Rahmen der Multinational Force and Observers auf der Sinaihalbinsel stationiert, das dritte in Suva.
Die Armee führte zwischen 1987 und 2006 vier Putsche gegen die Regierung durch.

## Struktur
Die Personalstärke umfasst 3.500 Soldaten, davon etwa 300 Marinesoldaten, bei einer Einwohnerzahl von 853.445 (Stand: Ende 2006 geschätzt). Die meisten Soldaten sind iTaukei (indigene Fidschianer). Etwa 20 Prozent stehen in UN-Diensten. Fidschi gibt circa 32 Millionen US-Dollar für das Militär im Jahr aus, es ist mit einem Hubschrauber und gepanzerten Fahrzeugen ausgestattet.
- Commander RFMF – Der Kommandant RFMF ist ein Commander. Er wird vertreten durch einen stellvertretenden Commander und den Generalstabschef. Langjähriger Commander war Commodore Frank Bainimarama, der 2006 putschte und 2014 demokratisch gewählter Ministerpräsident wurde.
  - Strategic Command – Das Strategische Kommando ist zuständig für langfristige und strategische Planung der Streitkräfte, das Fürsorgewesen, Rechtsfragen und Reservewesen.
    - Land Force Command – Das Kommando führt den Oberbefehl über folgende Einheiten:
      - HQ Land Force Command
      - Marineabteilung
- Infanterieregiment
  - Reguläre Streitkräfte
    - 1st Battalion
    - 2nd Battalion
    - 3rd Battalion

  - Territorial Streitkräfte
    - 4th Battalion
    - 5th Battalion
    - 7th/8th Battalion
- Pionierregiment
- Unterstützungseinheit
- Ausbildungsgruppe